# Lincoln Cássio de Souza Soares
Lincoln Cássio de Souza Soares (São Brás do Suaçuí, Brasil, 22 de enero de 1979), conocido como Lincoln, es un exfutbolista brasileño.

## Clubes
| Club                 | País     | Año         | Partidos | Goles |
| Atlético Mineiro     | Brasil   | 1997 - 2001 | 49       | 4     |
| 1. FC Kaiserslautern | Alemania | 2001 - 2004 | 53       | 12    |
| FC Schalke 04        | Alemania | 2004 - 2007 | 83       | 20    |
| Galatasaray SK       | Turquía  | 2007 - 2009 | 42       | 13    |
| SE Palmeiras         | Brasil   | 2010 - 2011 | 48       | 7     |
| Avaí FC              | Brasil   | 2011        | 17       | 3     |
| Coritiba FC          | Brasil   | 2012 - 2014 | 64       | 8     |

## Palmarés
FC Schalke 04
- Copa de la Liga de Alemania: 2005
- Copa Intertoto: 2004

Galatasaray SK
- Süper Lig: 2007-08
- Supercopa de Turquía: 2008

Atlético Mineiro
- Campeonato Mineiro: 1999, 2000
- Copa Conmebol: 1997